# طواف هوت فار 2018
طواف هوت فار 2018 (بالفرنسية: Tour du Haut-Var 2018) هو سباق دراجات هوائية، وهو الموسم رقم 50 من السباق، وأقيم خلال الفترة 17 فبراير 2018، وحتى 18 فبراير 2018، وامتدّ لمسافة 358.2 كيلومتر، وهو أحد سباقات طواف أوروبا للدراجات 2018، وقد شارك في السباق 126 متسابقاً ووصل إلى نهايته 75 متسابقاً.
فاز فيه بالمركز الثاني الكسيس فويليرموز، وبالمركز الثالث رودي مولار، والفريق الفائز في ترتيب الفرق إف دي جي 2018.

## الفرق
| فرق عالمية (3)- AG2R La Mondiale - Astana - FDJ فرق قارية محترفة (10)- Cofidis, Solutions Crédits - ديلكو ‏ - Direct Énergie - يوسكادي مورياس 2018 ‏ - Israel Cycling Academy - نيبو-فيني فانتيني-يوربا أوفيني 2018 ‏ - Fortuneo-Samsic - فيتال كونسبت 2018 ‏ - ويلير تريستينا-سيل إيطاليا 2018 ‏ - بنجوال باوليز ساوكس دبليو بي ‏ فرق قارية (5)- إيولو كوميت ‏ - Van Rysel–Roubaix ‏ - Sovac (cycling team) ‏ - إتش بي بي تي بي – أوبير 93 ‏ - أموري وفيتا - برودير ‏ |  |
| |  |

## المراحل
| قائمة المراحل | قائمة المراحل | قائمة المراحل                 | قائمة المراحل | قائمة المراحل | قائمة المراحل   | قائمة المراحل  |
| المرحلة       | التاريخ       | الدورة                        |               | المسافة (كم)  | الفائز بالمرحلة | القائد العام   |
| ------------- | ------------- | ----------------------------- | ------------- | ------------- | --------------- | -------------- |
| 1             | 17 فبراير     | Le Cannet-des-Maures ‏ – فاينس | مرحلة جبلية   | 169٫7         | جوناثان إيفيرت  | جوناثان إيفيرت |
| 2             | 18 فبراير     | Vidauban ‏ – Flayosc ‏          | مرحلة جبلية   | 188٫5         | جوناثان إيفيرت  | جوناثان إيفيرت |

## النتيجة

### مرحلة 1
هي مرحلة جبلية، أجريت في 17 فبراير 2018، وامتدّت لمسافة 169.7 كيلومتر فاز بالمرحلة جوناثان إيفيرت، ومتصدر ترتيب الفرق إف دي جي 2018 ‏.
| التصنيف العام | التصنيف العام    | التصنيف العام | التصنيف العام                  | التصنيف العام     |        |
| الدراج        | الدراج           | البلد         | الفريق                         | الوقت             | السرعة |
| ------------- | ---------------- | ------------- | ------------------------------ | ----------------- | ------ |
| 1.            | جوناثان إيفيرت   | فرنسا         | Direct Énergie                 | 4 س 23 دقيقة 57 ث |        |
| 2.            | Nicola Bagioli ‏  | إيطاليا       | Nippo-Vini Fantini-Europa Ovni | + 1 ث             |        |
| 3.            | سامويل دومولين   | فرنسا         | أيه إل أم                      | + 1 ث             |        |
| 4.            | الكسيس فويليرموز | فرنسا         | أيه إل أم                      | + 1 ث             |        |
| 5.            | كوينتين باشر     | فرنسا         | Vital Concept                  | + 1 ث             |        |
| 6.            | ماركو كانولا     | إيطاليا       | Nippo-Vini Fantini-Europa Ovni | + 1 ث             |        |
| 7.            | رودي مولار       | فرنسا         | إف دي جي                       | + 1 ث             |        |
| 8.            | أندري هريفكو     | أوكرانيا      | أستانا                         | + 1 ث             |        |
| 9.            | Matteo Busato ‏   | إيطاليا       | ويلير تريستينا-سيل إيطاليا     | + 1 ث             |        |
| 10.           | Dorian Godon ‏    | فرنسا         | كوفيديس                        | + 1 ث             |        |

### مرحلة 2
هي مرحلة جبلية، أجريت في 18 فبراير 2018، وامتدّت لمسافة 188.5 كيلومتر فاز بالمرحلة جوناثان إيفيرت، ومتصدر ترتيب الفرق إف دي جي 2018 ‏.
| الدراج | الدراج | البلد | الفريق | الوقت | السرعة |  |

## التصنيف العام النهائي
| التصنيف العام | التصنيف العام    | التصنيف العام | التصنيف العام                  | التصنيف العام     |        |
| الدراج        | الدراج           | البلد         | الفريق                         | الوقت             | السرعة |
| ------------- | ---------------- | ------------- | ------------------------------ | ----------------- | ------ |
| 1.            | جوناثان إيفيرت   | فرنسا         | Direct Énergie                 | 9 س 28 دقيقة 51 ث |        |
| 2.            | الكسيس فويليرموز | فرنسا         | أيه إل أم                      | + 1 ث             |        |
| 3.            | رودي مولار       | فرنسا         | إف دي جي                       | + 1 ث             |        |
| 4.            | فالنتين مادواس   | فرنسا         | إف دي جي                       | + 3 ث             |        |
| 5.            | تيبو بينو        | فرنسا         | إف دي جي                       | + 3 ث             |        |
| 6.            | ماورو فينيتو     | إيطاليا       | Delko-Marseille Provence-KTM   | + 13 ث            |        |
| 7.            | Nicola Bagioli ‏  | إيطاليا       | Nippo-Vini Fantini-Europa Ovni | + 39 ث            |        |
| 8.            | كوينتين باشر     | فرنسا         | Vital Concept                  | + 39 ث            |        |
| 9.            | Dorian Godon ‏    | فرنسا         | كوفيديس                        | + 39 ث            |        |
| 10.           | أندري هريفكو     | أوكرانيا      | أستانا                         | + 39 ث            |        |

### تصنيف النقاط
| تصنيف النقاط | تصنيف النقاط     | تصنيف النقاط | تصنيف النقاط                   | تصنيف النقاط |        |
| الدراج       | الدراج           | البلد        | الفريق                         | النقاط       | السرعة |
| ------------ | ---------------- | ------------ | ------------------------------ | ------------ | ------ |
| 1.           | جوناثان إيفيرت   | فرنسا        | Direct Énergie                 | 50 نقطة      |        |
| 2.           | الكسيس فويليرموز | فرنسا        | أيه إل أم                      | 34 نقطة      |        |
| 3.           | Nicola Bagioli ‏  | إيطاليا      | Nippo-Vini Fantini-Europa Ovni | 27 نقطة      |        |
| 4.           | رودي مولار       | فرنسا        | إف دي جي                       | 25 نقطة      |        |
| 5.           | كوينتين باشر     | فرنسا        | Vital Concept                  | 20 نقطة      |        |
| 6.           | فالنتين مادواس   | فرنسا        | إف دي جي                       | 17 نقطة      |        |
| 7.           | سامويل دومولين   | فرنسا        | أيه إل أم                      | 16 نقطة      |        |
| 8.           | Dorian Godon ‏    | فرنسا        | كوفيديس                        | 15 نقطة      |        |
| 9.           | ماورو فينيتو     | إيطاليا      | Delko-Marseille Provence-KTM   | 14 نقطة      |        |
| 10.          | تيبو بينو        | فرنسا        | إف دي جي                       | 13 نقطة      |        |

### تصنيف الجبال
| تصنيف الجبال | تصنيف الجبال      | تصنيف الجبال | تصنيف الجبال                  | تصنيف الجبال |        |
| الدراج       | الدراج            | البلد        | الفريق                        | الوقت        | السرعة |
| ------------ | ----------------- | ------------ | ----------------------------- | ------------ | ------ |
| 1.           | Fernando Barceló ‏ | إسبانيا      | Euskadi Basque Country-Murias | 36 نقطة      |        |
| 2.           | افالداس سيسكفهيوس | ليتوانيا     | Delko-Marseille Provence-KTM  | 24 نقطة      |        |
| 3.           | Paul Ourselin ‏    | فرنسا        | Direct Énergie                | 16 نقطة      |        |
| 4.           | تيبو بينو         | فرنسا        | إف دي جي                      | 2 نقطة       |        |
| 5.           | هوبير دوبون       | فرنسا        | أيه إل أم                     | 2 نقطة       |        |

## تصنيف الفرق

### الفرق حسب الوقت
| تصنيف الفرق حسب الوقت | تصنيف الفرق حسب الوقت          | تصنيف الفرق حسب الوقت | تصنيف الفرق حسب الوقت |        |
| الفريق                | الفريق                         | البلد                 | الوقت                 | السرعة |
| --------------------- | ------------------------------ | --------------------- | --------------------- | ------ |
| 1.                    | إف دي جي                       | فرنسا                 | 28 س 26 دقيقة 40 ث    |        |
| 2.                    | أيه إل أم                      | فرنسا                 | + 2 دقيقة 17 ث        |        |
| 3.                    | Delko-Marseille Provence-KTM   | فرنسا                 | + 2 دقيقة 24 ث        |        |
| 4.                    | WB-Aqua Protect-Veranclassic   | بلجيكا                | + 3 دقيقة 13 ث        |        |
| 5.                    | Nippo-Vini Fantini-Europa Ovni | إيطاليا               | + 3 دقيقة 23 ث        |        |
| 6.                    | Vital Concept                  | فرنسا                 | + 5 دقيقة 04 ث        |        |
| 7.                    | ويلير تريستينا-سيل إيطاليا     | إيطاليا               | + 6 دقيقة 11 ث        |        |
| 8.                    | Fortuneo-Samsic                | فرنسا                 | + 9 دقيقة 15 ث        |        |
| 9.                    | Direct Énergie                 | فرنسا                 | + 9 دقيقة 24 ث        |        |
| 10.                   | Polartec-Kometa                | إسبانيا               | + 11 دقيقة 32 ث       |        |

## تصانيف فرعية

### تصنيف أفضل شاب
| تصنيف أفضل شاب | تصنيف أفضل شاب            | تصنيف أفضل شاب | تصنيف أفضل شاب                 | تصنيف أفضل شاب    |        |
| الدراج         | الدراج                    | البلد          | الفريق                         | الوقت             | السرعة |
| -------------- | ------------------------- | -------------- | ------------------------------ | ----------------- | ------ |
| 1.             | فالنتين مادواس            | فرنسا          | إف دي جي                       | 9 س 28 دقيقة 54 ث |        |
| 2.             | Nicola Bagioli ‏           | إيطاليا        | Nippo-Vini Fantini-Europa Ovni | + 36 ث            |        |
| 3.             | Dorian Godon ‏             | فرنسا          | كوفيديس                        | + 36 ث            |        |
| 4.             | Miguel Ángel Ballesteros ‏ | إسبانيا        | Polartec-Kometa                | + 48 ث            |        |
| 5.             | Cyril Barthe ‏             | فرنسا          | Euskadi Basque Country-Murias  | + 57 ث            |        |
| 6.             | Julen Irizar ‏             | إسبانيا        | Euskadi Basque Country-Murias  | + 2 دقيقة 01 ث    |        |
| 7.             | كوينتين جوريغوي           | فرنسا          | أيه إل أم                      | + 2 دقيقة 13 ث    |        |
| 8.             | Patrick Müller            | سويسرا         | Vital Concept                  | + 2 دقيقة 28 ث    |        |
| 9.             | بيترو فيلاسكو             | إيطاليا        | Bardiani CSF                   | + 2 دقيقة 34 ث    |        |
| 10.            | دامين توزي                | فرنسا          | Saint Michel-Auber 93          | + 3 دقيقة 28 ث    |        |

## وصلات خارجية
- الموقع الرسمي
- طواف هوت فار 2018 على موقع إحصائيات الدراجات الإحترافية (الإنجليزية)